# Emil Mihuleac

Generalul Emil Mihuleac.

Emil Mihuleac  (n. 1915)  (d. 2001) A fost un general român.
În perioada 1964-1967, generalul-maior (cu o stea) Emil Mihuleac a îndeplinit funcția de comandant al Comandamentului Trupelor de Securitate (actuala Jandarmerie).
Avansat prin decretul 157/1993 la gradul de General Locotenent în retragere, apoi la gradul de General de Divizie.
D-l Prof. univ. dr. EMIL MIHULEAC a scris mai multe lucrări științifice, pentru contribuția deosebită adusă la dezvoltarea cercetării științifice din România, prin lucrările “Bazele managementului”, "Managerul și principalele activități manageriale" și “Știința managementului" luând mai multe premii. 

La 8 mai 1985 prin Decretul nr. 74/1985 i s-a conferit medalia "Virtutea Ostășească" General-maior (retragere) Emil T. Mihuleac.
La 25 noiembrie 1994, i-a fost conferită medalia "Crucea comemorativă a celui de-al doilea război mondial, 1941 - 1945", "pentru serviciile militare aduse statului român în timpul celui de-al doilea război mondial" . 